# Concert de Brandenburg núm. 4
El Concert de Brandenburg núm. 4, BWV 1049, és el quart dels sis Concerts de Brandenburg compostos per Johann Sebastian Bach el 1721 i dedicats al marcgravi Ludwig de Brandenburg.

## Instruments
Concebut per a tres solistes (violí i dues flautes) més ripieno, la principal incògnita d'aquest concert és establir quin tipus de flauta és aquesta que Bach anomena Flauti d'Echo o flautes d'Eco. Amb tota seguretat es tracta d'un tipus de flautes dolces (blockflöten) que ofereixen un so lleugerament més agut. Aquestes flautes confereixen a l'obra un encant delicat i característic. El que és evident és que mai es tractarà de flautes de través. El mateix Bach va realitzar posteriorment un arranjament en el Concert per a dues flautes i clavecí, en fa major i catalogat com a BWV 1057.
El mateix Bach en detalla la formació instrumental: À Violino Principale, 2 Flauti d'Echo, 2 Violini, 1 Viola è Violone in Ripieno, Violoncello e Continuo.

## Estructura
1. (Allegro)
2. Andante
3. Presto

El primer moviment, al compàs de 3/8, es basa en un motiu inicial de contrapunt invertible. La seva instrumentació i el seu caràcter virtuós i obert ens submergeixen en una atmosfera de galanteria. En alguns moments, les imitacions de les flautes produeixen un lleuger efecte d'eco. Cal no oblidar la virtuositat d'alguns passatges dels solistes, entre els quals destaca sobretot una impressionant cadència del violí a mig moviment.
El segon moviment és una sarabanda en mi menor que recorda lleugerament a l'estil de Händel. El concertino destaca sobretot pel seu timbre, ja que el ripieno (orquestra d'acompanyament) freqüentment s'hi fusiona. La cadenza frigia final prepara el trànsit al tercer moviment.
El tercer moviment és una autèntica i veloç fuga que comencen els violoncels i continua la resta d'instruments. El violí solista es llueix amb passatges de gran virtuositat, també ho fan les flautes. Uns forts acords i una darrera cadència de tota l'orquestra conclouen aquesta obra mestra del contrapunt.